# Charles Schlee
Charles Wilhelm Daniel Schlee, född 21 juli 1873 i Köpenhamn, död 5 januari 1947 i Cambridge, var en amerikansk tävlingscyklist.
Schlee blev olympisk guldmedaljör på 5 miles vid sommarspelen 1904 i Saint Louis.